# 소프트웨어 위젯

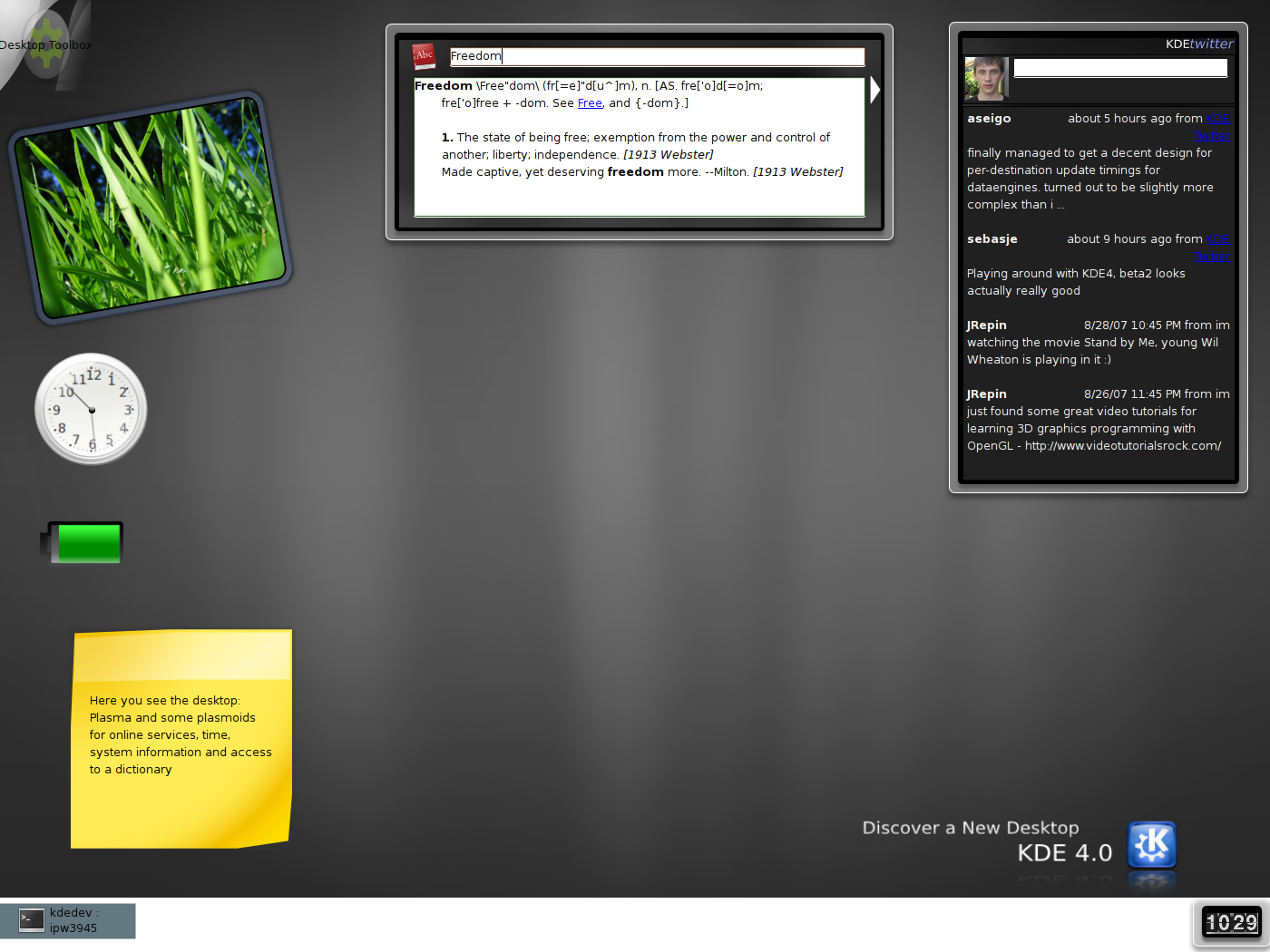
플라스모이즈의 플라스마 데스크톱의 초기 개발자 버전

소프트웨어 위젯(software widget)은 하나 이상의 각기 다른 소프트웨어 플랫폼용으로 개발된, 상대적으로 단순하고 사용하기 쉬운 응용 소프트웨어나 구성 요소이다.
데스크 액세서리나 애플릿은 단순하면서도 독립된 사용자 인터페이스의 한 예이다. 이는 스프레드시트나 워드 프로세서와 같은 더 복잡한 애플리케이션과는 대조되는 것이다. 이 위젯들은 사용자의 집중을 독점하지 않는 보조 애플리케이션의 전형적인 예시이다. 한편, 그래픽 컨트롤 요소(GUI "위젯")은 재사용 가능한 모듈식 구성 요소의 예시이며, 더 복잡한 애플리케이션을 개발하기 위해 함께 사용되며 이를 통해 프로그래머들은 단순하면서도 더 작은 구성 요소들을 병합함으로써 사용자 인터페이스를 개발할 수 있게 된다.
대표적으로 macOS의 대시보드, 야후 위젯, 미니플, 네이버 데스크톱, 구글 데스크톱이 있다. 데스크톱 위젯(desktop widget)이라고도 불린다.
아주 옛날에는 데스크톱 액서서리라는 것들이 있어서, 약간의 멀티태스킹 기능을 제공해 주었다. 진정한 멀티태스킹 OS의 시대가 오자, 데스크톱 액서서리들은 보통의 응용 프로그램들로 대체되었다. 요즘 들어 "위젯 모델"이 다시 각광받고 있는데, 이는 위젯 모델이 개발 측면에 있어서 개발이 용이한 모델이기 때문이다. 단순한 위젯들은, 경우에 따라 차이는 있지만, 몇 개의 그림 파일들, 몇 백 줄 이내의 XML/자바스크립트/VB스크립트 코드만으로도 작성될 수 있다.

## 위젯 엔진
위젯 엔진(widget engine)은 데스크톱이나 웹 위젯이 실행되는 소프트웨어 플랫폼이다. 위젯 엔진의 위젯 모델은 개발의 용이성 때문에 매력적이다. 이 위젯들 중 대부분은 대략 10줄~수백 줄의 XML/자바스크립트/VB스크립트 소스 코드와 몇 개의 이미지로 개발이 가능하다. 웹 브라우저와 같은 단순 호스트 소프트웨어 시스템은 로드되는 위젯을 모두 실행시킨다. 이를 통해 여러 데스크톱 위젯들이 자원과 코드를 공유하도록 개발될 수 있다.
위젯 엔진은 위젯 툴킷과는 구별된다. 툴킷은 GUI 프로그래머들이 사용하는 것으로, 여러 위젯이 하나의 애플리케이션을 구성하도록 만들어준다.

## 데스크톱 위젯

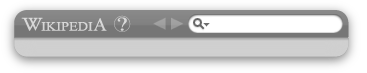
대시보드 상에서 돌아가는 위키백과 위젯, OS는 맥 OS X 10.4임.

데스크톱 위젯으로서는 야후! 위젯이나 애플 매킨토시 컴퓨터의 대시보드가 대표적이다.
클립폴리오라는 소프트웨어에서는 위젯을 가리켜 클립이라고 부른다. 마이크로소프트는 데스크톱 위젯을 가리켜 개짓이라고 부른다. 특히 윈도우 비스타와 윈도우 라이브 시스템에서 말이다. 구글 데스크톱에서는 위젯을 가리켜 패널(panel) 혹은 개짓(gadget)이라고 부른다.
데스크톱 위젯은 보통 자주 사용되는 기능을 쉽게 접근하여 쓸 수 있게 해 준다. 또한 데스크톱 위젯은 어떤 시각적 정보를 전달해주기도 한다. 위젯의 초창기 형태는 맥 OS의 데스크 액서서리였다. (하지만 데스크 액서서리는 인터넷에 접근 불가하였다.) 마이크로소프트가 개발한 액티브 데스크톱 시스템은 최초의 인터넷 접속 가능한 데스크톱 오브젝트(object)라고 알려져 있다.   ( IE4 데스크톱 갤러리 참조). 보통 위젯들은 뉴스 애그리게이터, 시계, 계산기, 달력, 데스크톱 노트, 날씨 정보 등을 각각 내용으로 한다. 이와 같은 조그마한 응용 프로그램들은 80년대 사람들이 개발하던 조그마한 프리웨어 응용 프로그램들과 비슷하였다.
2006년 11월 9일,  월드 와이드 웹 콘서시엄 내의 웹 애플리케이션 형식 워킹 그룹(Web Application Formats Working Group)은 Widgets 1.0이라는 첫 번째 공개 W3C 권고안을 내 놓았다. 이렇듯 위젯에 대한 표준화 움직임이 일어나고 있다.

## 주요 위젯 엔진

### 데스크톱 엔진
- 대시보드는 맥 OS X 10.4과 함께 배포되는 위젯 엔진이다.
- 데스크 액서서리는 맥 OS의 옛날 버전에서 제공되던 위젯 비슷한 기능을 제공하던 소프트웨어이다.
- 구글 데스크톱은 데스크톱 상의 파일을 검색하는 기능 뿐만 아니라 개짓(구글 데스크톱 위젯을 이렇게 일컫는다.)을 띄우는 기능을 제공해주는 무료 소프트웨어이다.
- 캡슐즈는 마이크로소프트 윈도우 상에서 동작하기 위해 개발되고 있는 위젯 엔진(프로젝트)이다. OS X의 대시보드의 기능들을 가져오려고 노력하고 있다. 여러 스크립팅 언어와 호환된다.
- 클립폴리오는 소규모의 무료 데스크톱 사이드바/대시보드 응용 프로그램이다. 마이크로소프트 윈도우 상에서 동작한다. 개발자들이 작성해 올린 클립들을 사용할 수 있다.
- 오페라 브라우저는 위젯을 지원한다. 위젯 라이브러리를 검색해보면 사용자가 작성해 놓은 위젯을 다운로드 받아 볼 수 있게 해 놓았다.
- 야후! 위젯 엔진 (예전이름은 콘파불레이터)은 야후의 위젯 엔진이다. 데스크톱 상 혹은 스플래쉬 스크린 상에 위젯이 직접 표시될 수 있게 해 준다. OS X의 것과 닮아 있다.
- 마이크로소프트 가젯은 날씨 정보 제공, 인스턴트 메시징, 주유소 기름값 정보 제공 등의 기능을 갖춘 데스크톱 툴이다. 윈도우 사이드바 문서도 참고하라.
- 뉴스게이터 "뉴스게이터 위젯 프레임워크"를 제공해주고 있다. 광고에 기반한 위젯을 생성하고 제공할 수 있게 해주는 플랫폼이다.
- 키젯 핸드폰 단축번호 기능을 키보드에 구현하는 애플리케이션으로, 평소에는 보이지 않다가 특정키를 0.5초간 눌렀을 때 검색창,지도,사전,각종웹사이트가 원터치로 실행되는 것이 특징이다. 키 각각의 대응기능은 다음과 같다. N=Naver G=Google D=Daum E=Empas M=Maps ...

## 모바일 위젯
모바일 위젯은 휴대전화 등 휴대 기기를 위한 데스크톱 위젯이다.

## 같이 보기
- 안드로이드 (운영체제)
- 위젯 툴킷